# Campionato del mondo di calcio da tavolo 2004 - Categoria individuale Under-19

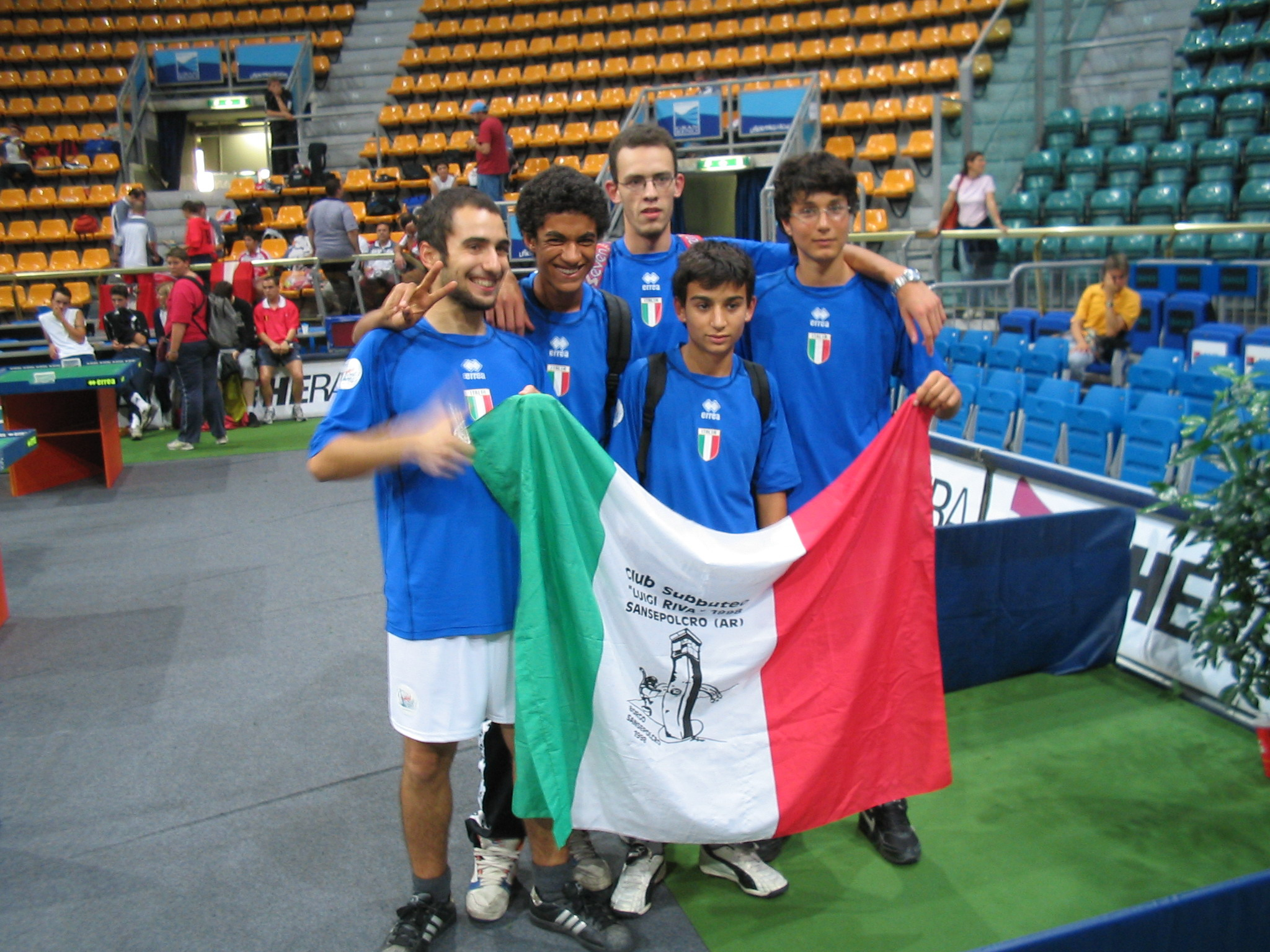
La formazione italiana Uder19 (da sx): Francesco Quintano, Nkrumah Adabire, Daniele Bertelli, Stefano Buono, Marco Pennacchini

Il Campionato del Mondo di Calcio da tavolo di Bologna in Italia.
Fasi di qualificazione ed eliminazione diretta della Categoria Under19 (19 settembre).
Per la classifica finale vedi Classifica.
Per le qualificazioni delle altre categorie:
- individuale Open
- squadre Open
- squadre Under19
- individuale Under15
- squadre Under15
- individuale Veterans
- squadre Veterans
- individuale Femminile
- squadre Femminile

## Girone 1
- Kasper Bennett  -  Jurgen Lizar 3-0
- Florian Grolier  -  Daniel Garcia 1-0
- Kasper Bennett  -  Daniel Garcia 8-0
- Florian Grolier  -  Jurgen Lizar 0-2
- Kasper Bennett  -  Florian Grolier 4-1
- Jurgen Lizar  -  Daniel Garcia 2-1

## Girone 2
- Christophe Dheur  -  Francesco Quintano 4-0
- Phil Dacey  -  Manuel Schreckenbach 7-0
- Christophe Dheur  -  Phil Dacey 2-1
- Francesco Quintano  -  Manuel Schreckenbach 1-6
- Christophe Dheur  -  Manuel Schreckenbach 4-3
- Phil Dacey  -  Francesco Quintano 1-2

## Girone 3
- Matt Lampitt  -  Michael Stolzenberg 1-0
- Steven Delfosse  -  Samuel Bartolo 1-2
- Matt Lampitt  -  Samuel Bartolo 0-3
- Steven Delfosse  -  Michael Stolzenberg 4-2
- Steven Delfosse  -  Matt Lampitt 2-3
- Samuel Bartolo  -  Michael Stolzenberg 4-1

## Girone 4
- Alexander Ruf  -  Nkrumah Adabire 5-2
- Mario Magalhaes  -  Ralf Grégoire 0-1
- Alexander Ruf  -  Ralf Grégoire 1-0
- Mario Magalhaes  -  Nkrumah Adabire 3-1
- Alexander Ruf  -  Mario Magalhaes 3-1
- Ralf Grégoire  -  Nkrumah Adabire 0-1

## Girone 5
- Arnaud Nullens  -  Patrick Zeilinger 3-0
- Patrick Schnieder  -  Julien Boutrin 2-2
- Arnaud Nullens  -  Julien Boutrin 4-1
- Patrick Schnieder  -  Patrick Zeilinger 3-0
- Arnaud Nullens  -  Patrick Schnieder 5-2
- Julien Boutrin  -  Patrick Zeilinger 1-1

## Girone 6
- Daniele Bertelli  -  Benoît Heunders 4-0
- Christian Haas  -  Joao Pedro Lopes 1-1
- Daniele Bertelli  -  Christian Haas 6-0
- Benoît Heunders  -  Joao Pedro Lopes 3-1
- Daniele Bertelli  -  Joao Pedro Lopes 8-0
- Christian Haas  -  Benoît Heunders 2-1

## Girone 7
- Logan Carette  -  William Holliday 4-0
- Stefano Buono  -  Diego Goncalves 3-0
- Stefano Buono  -  Logan Carette 3-0
- William Holliday  -  Diego Goncalves 3-1
- Stefano Buono  -  William Holliday 5-1
- Logan Carette  -  Diego Goncalves 6-1

## Girone 8
- Christophe Gerbasits  -  Robert Ramsay 4-3
- Josh Learner  -  Miguel Da Costa 3-0
- Christophe Gerbasits  -  Miguel Da Costa 4-0
- Josh Learner  -  Robert Ramsay 3-1
- Josh Learner  -  Christophe Gerbasits 4-2
- Robert Ramsay  -  Miguel Da Costa 2-0

## Ottavi di finale
- Kasper Bennett  -  Logan Carette 4-2
- Phil Dacey  -  Josh Learner 1-0
- Arnaud Nullens  -  Steven Delfosse 2-1
- Christian Haas  -  Alexander Ruf 0-8
- Samuel Bartolo  -  Patrick Schnieder 3-0
- Mario Magalhaes  -  Daniele Bertelli 0-6
- Stefano Buono  -  Jürgen Lizar 7-0
- Christophe Gerbasits  -  Christophe Dheur 0-4

## Quarti di finale
- Kasper Bennett  -  Phil Dacey 0-2
- Arnaud Nullens  -  Alexander Ruf 2-0
- Samuel Bartolo  -  Daniele Bertelli 0-5
- Stefano Buono  -  Christophe Dheur 2-1

## Semifinali
- Kasper Bennett  -  Arnaud Nullens 0-1
- Stefano Buono  -  Daniele Bertelli 1-2

## Finale
- Arnaud Nullens  -  Daniele Bertelli 1-7